# Château Cramirat
Le château Cramirat (ou de Cramirat) est un château templier du XIIe siècle situé dans le village de Sergeac, en Dordogne (Nouvelle-Aquitaine), dans le Sud-Ouest de la France,. Classé monument historique national français, le château est situé au cœur de la vallée de la Vézère, classée au patrimoine mondial de l'UNESCO connue sous le nom de Vallée de l'Homme.

## Histoire
Le château a été construit c. 1220, par des chevaliers de l'ordre des Templiers. Il servait de commanderie centrale de l'ordre dans la région et était la résidence du grand maître, de l'ordre en Périgord noir (Sarladais), jusqu'à la purgé de l'ordre en 1307. En 1316, le commandant de Sergeac, Guillaume de Crémirac, rétablit la communauté locale autour de la région et rebaptise le château château de Crémirac,.
Au Moyen Âge, le château était un centre administratif et culturel clé de la région, et était l'un des principaux points de départ du chemin de pèlerinage de Saint-Jacques-de-Compostelle, devenant par la suite un hospice pour pèlerins.
Bien avant les Templiers, le site était un habitat préhistorique prospère, comme en témoigne la riche concentration d'abris sous roche archéologiques de type Cro-Magnon disséminés dans la région. La richesse des découvertes faites dans la région suggère une activité humaine paléolithique exceptionnellement avancée remontant à environ c. 30 000 avant Jésus-Christ.
Le château a été affecté par les guerres de Religion françaises du XVIe siècle, ainsi que l'église voisine, tous deux fortifiés.
À la fin du XIXe siècle et jusque dans les années 1970, le lieu servait de centre communautaire pour les locaux.
Inscrit partiellement au titre des monuments historiques en 1964, il est finalement inscrit en totalité en 2022.
Aujourd'hui, le château est une propriété privée.

## Localisation
Le château Cramirat est entouré de sites emblématiques d'une immense importance historique, comme le Castel Merle, la Roque Saint-Christophe, les grottes de Lascaux et l'abri de la Madeleine, qui offrent un aperçu de l'évolution de la civilisation à travers d'anciennes peintures rupestres, les figurines, et les abris sous roche.
La propriété elle-même est situé à proximité d'une église du XIe siècle appelée église Saint-Pantaléon, (auparavant, église Sainte-Marie), qui est reconnue comme étant une église templière, et d'une croix de pierre du XVIe siècle, la croix des Templiers, qui marque une des routes du Pèlerinage Camino vers Saint-Jacques-de-Compostelle.

## Architecture
Le château a gardé sa structure romane originale à deux étages, avec une tour arrondie à mâchicoulis surplombant une cour fortifiée.

## Galerie

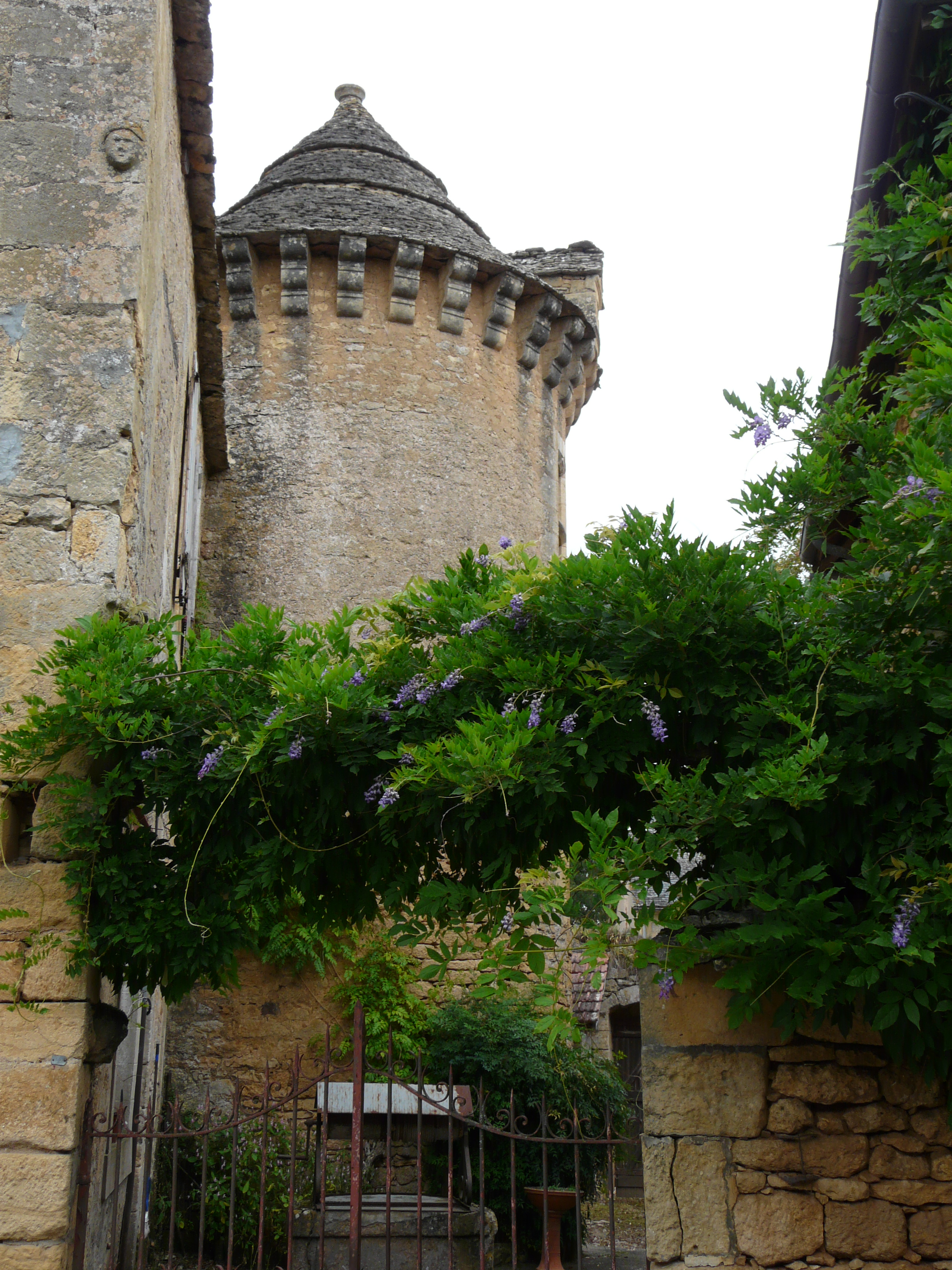
Entrée côté ouest et tour
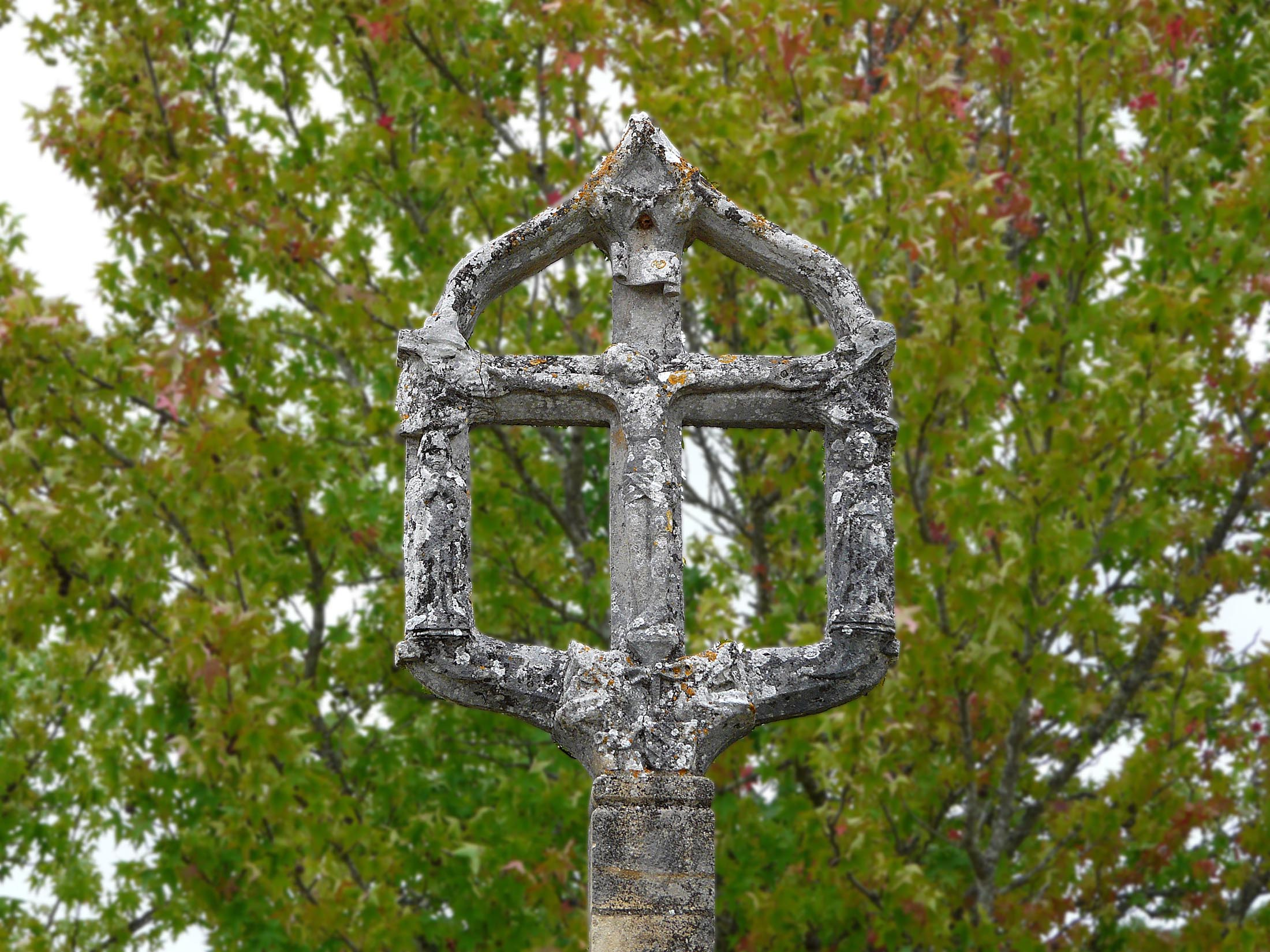
Détail, Croix de Templier à proximité Château Cramirat
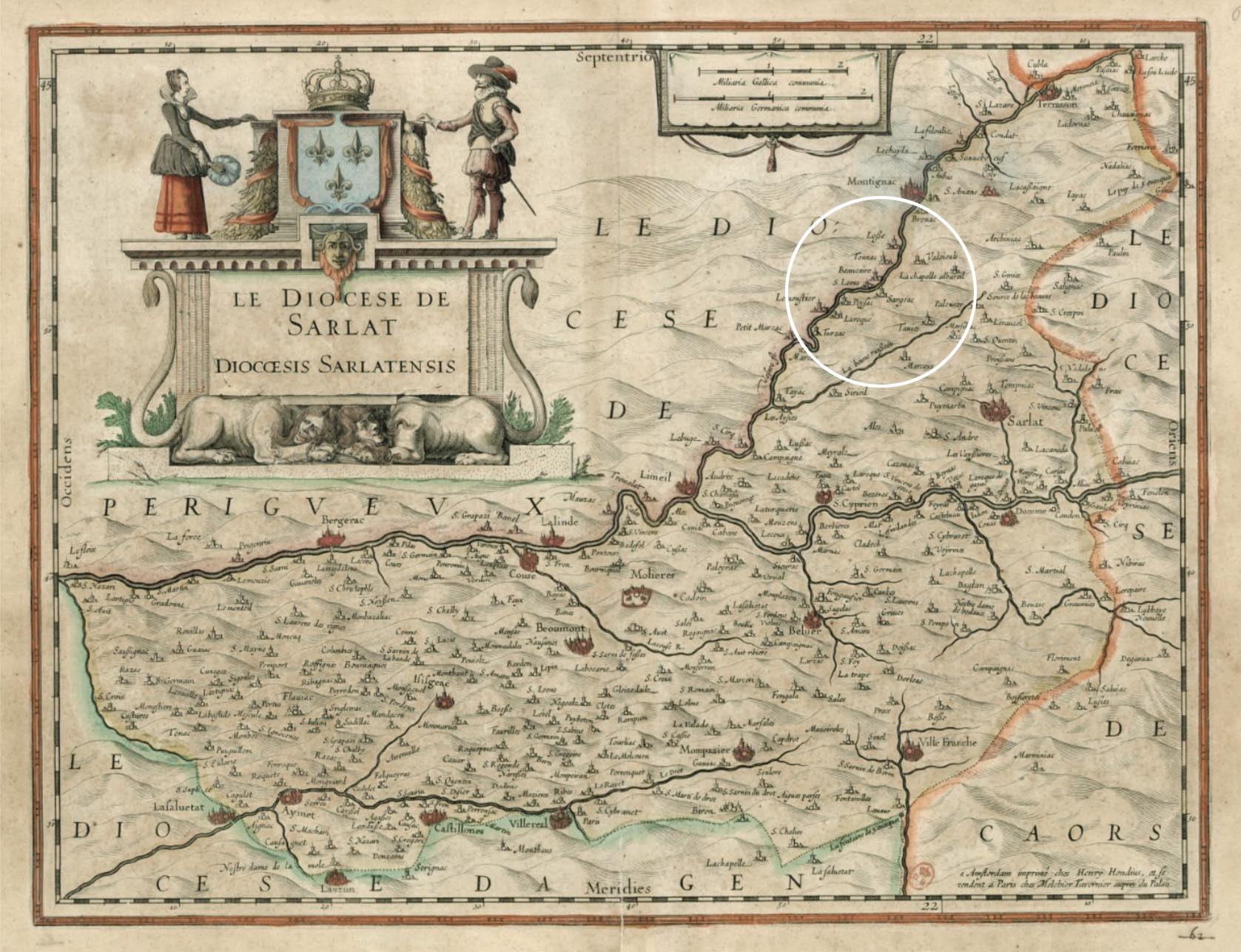
Carte de la Vallée des Hommes, indiquant l'emplacement du château le long de la rivière Vézère
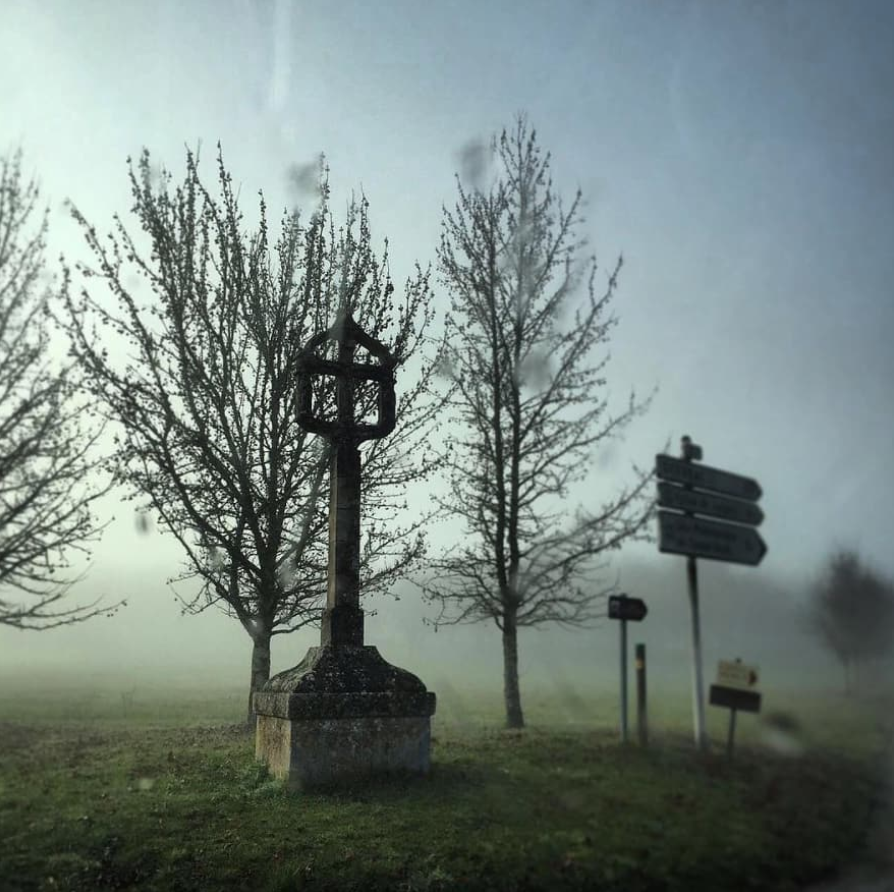
Croix en pierre du XVIe siècle, appelée la croix des Templiers, à l'entrée de Sergeac, marquant la route du pèlerinage de Saint-Jacques-de-Compostelle
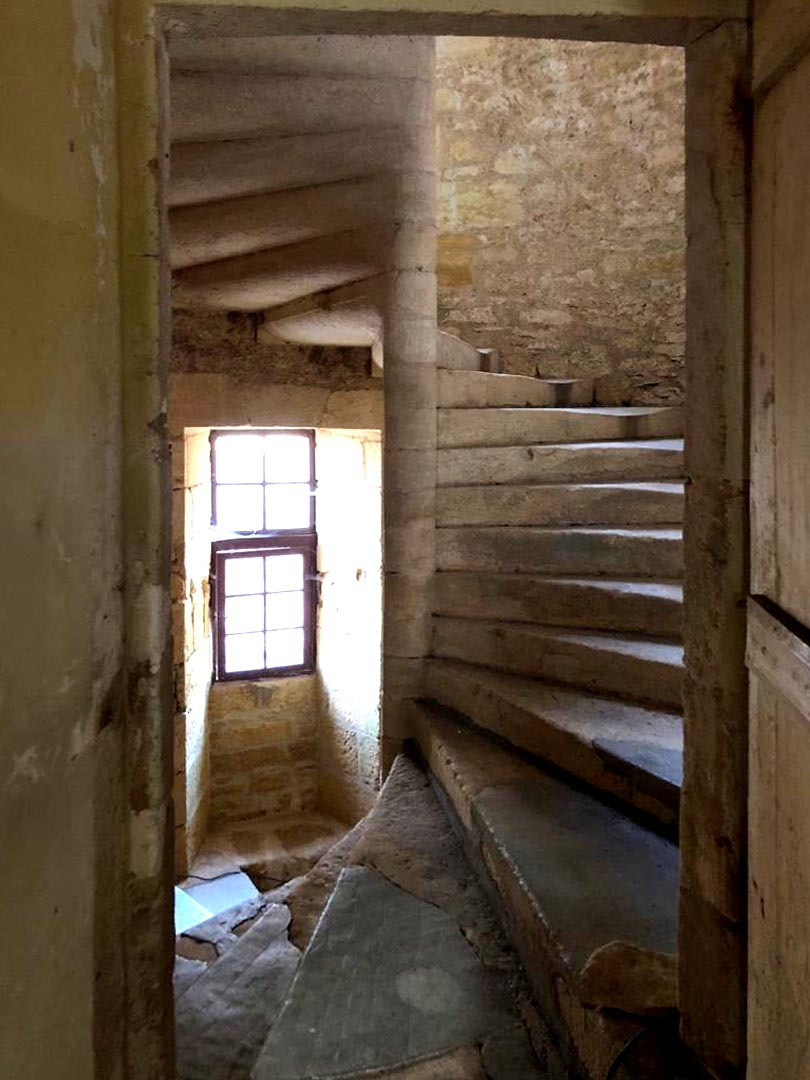
La cage d'escalier principale du château s'élève en spirale sur trois étages et est constituée d'un escalier autoportant à l'intérieur de la tour
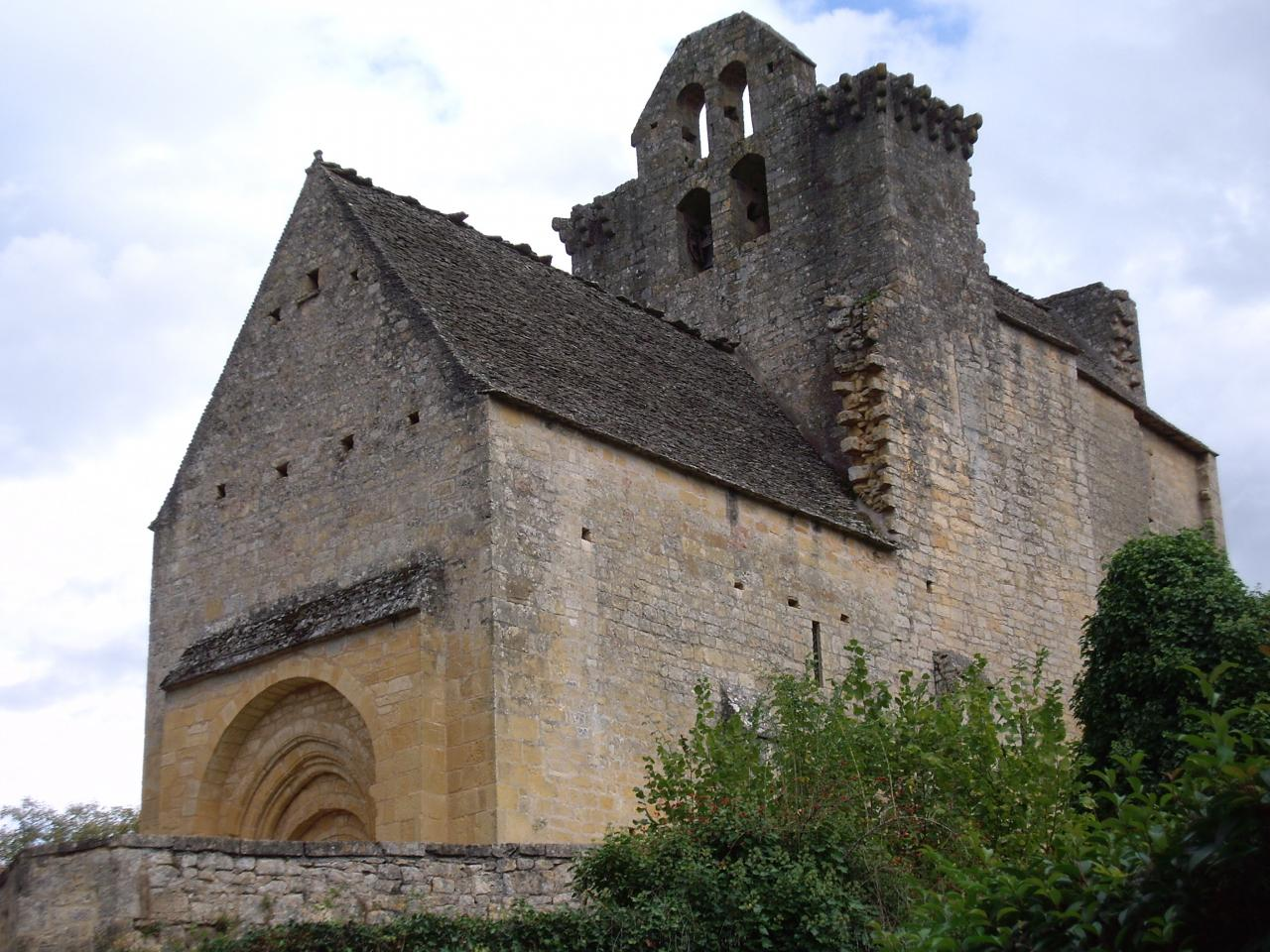
Église Saint-Pantaléon du XIe siècle adjacent à la façade nord du château